# Robot học

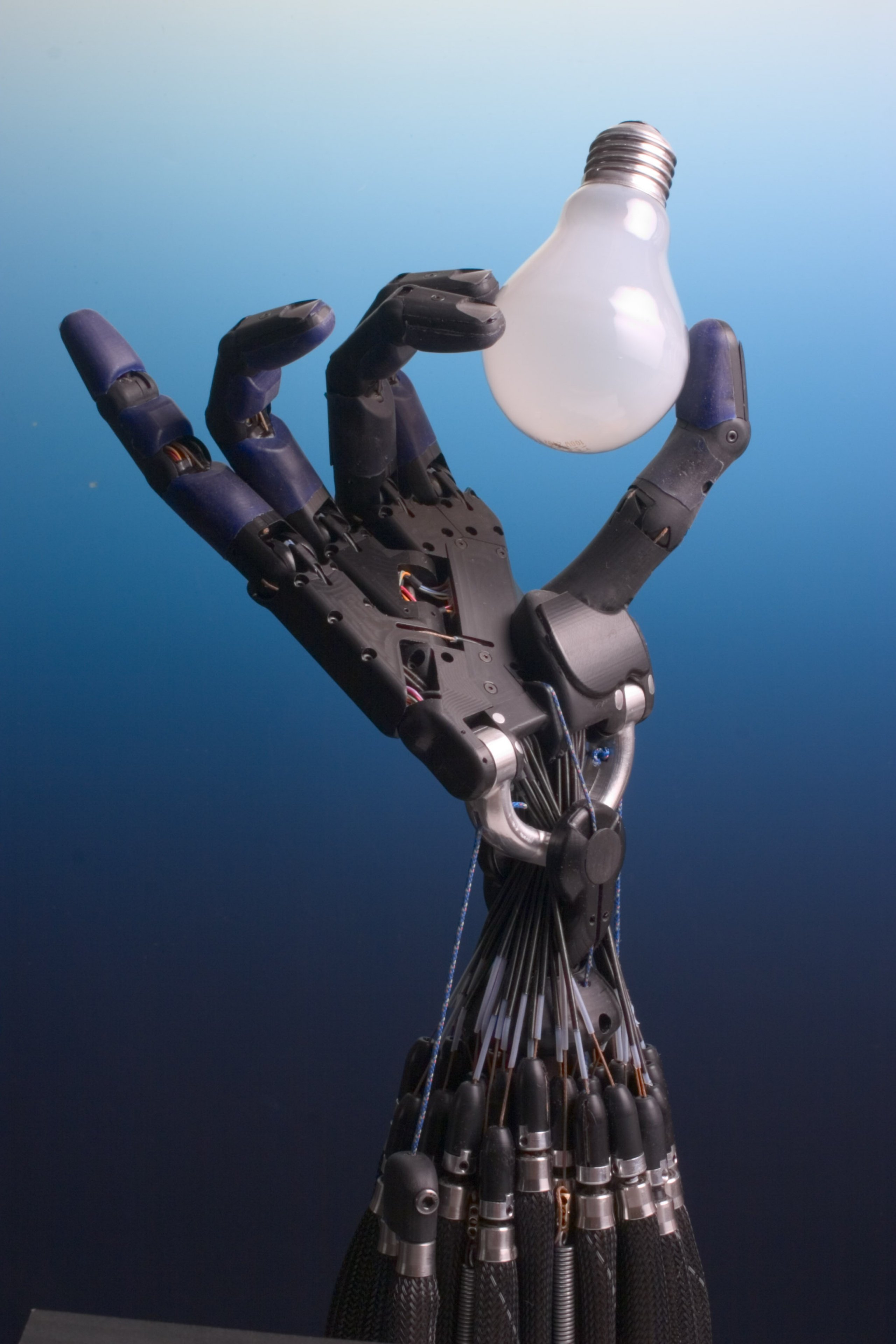
Hệ thống cánh tay robot Shadow

Robot học (tiếng Anh: Robotics) là một ngành kỹ thuật bao gồm thiết kế, chế tạo, vận hành, và ứng dụng robot, cũng như các hệ thống máy tính để điều khiển, phản hồi tín hiệu cảm biến, và xử lý thông tin của chúng. Những công nghệ này liên hệ với các máy móc tự động dùng để thay thế con người trong những môi trường độc hại hoặc trong các quá trình sản xuất, hoặc bắt chước con người về hình thức, hành vi, hoặc/và nhận thức. Nhiều robot ngày nay được lấy cảm hứng từ các loài vật, còn gọi là robot phỏng sinh học.
Ý tưởng về việc chế tạo các cỗ máy có thể làm việc tự động có từ thời cổ đại, nhưng những nghiên cứu về chức năng và khả năng ứng dụng không có bước tiến nào đáng kể cho đến thế kỷ 20. Xuyên suốt lịch sử, robot học thường được nhìn nhận là để bắt chước hành vi của con người, và thường quản lý các nhiệm vụ theo cách thức tương tự. Ngày nay, robot là một lĩnh vực phát triển nhanh chóng, nhờ công nghệ phát triển liên tục, robot đã được chế tạo để phục vụ cho nhiều mục đích khác nhau, đó là các Robot dưới nước, robot công nghiệp hay robot quân sự. Nhiều robot đã thay con người làm những công việc độc hại như tháo ngòi nổ bom, mìn và thăm dò các con tàu bị đắm...
Robotics là một lĩnh vực đa ngành, bao gồm: cơ khí, điện-điện tử (tự động hóa và điều khiển), và tin học (đặc biệt là Trí tuệ nhân tạo).

### Thiết bị chấp hành

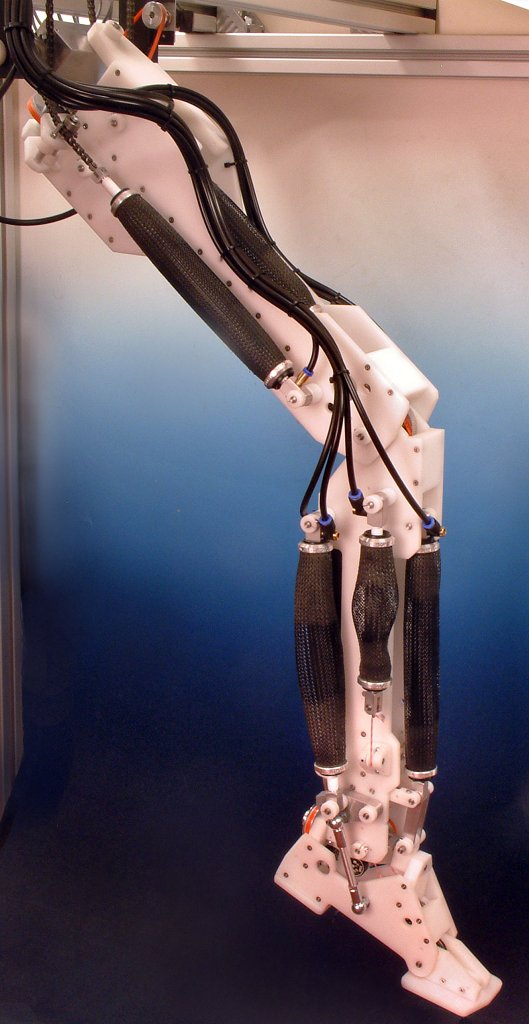
Một chân robot được cấp nguồn bởi cơ bắp không khí

### Tay máy

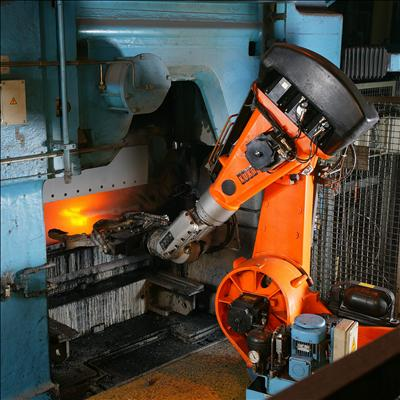
KUKA industrial robot operating in a foundry

#### Robot lăn

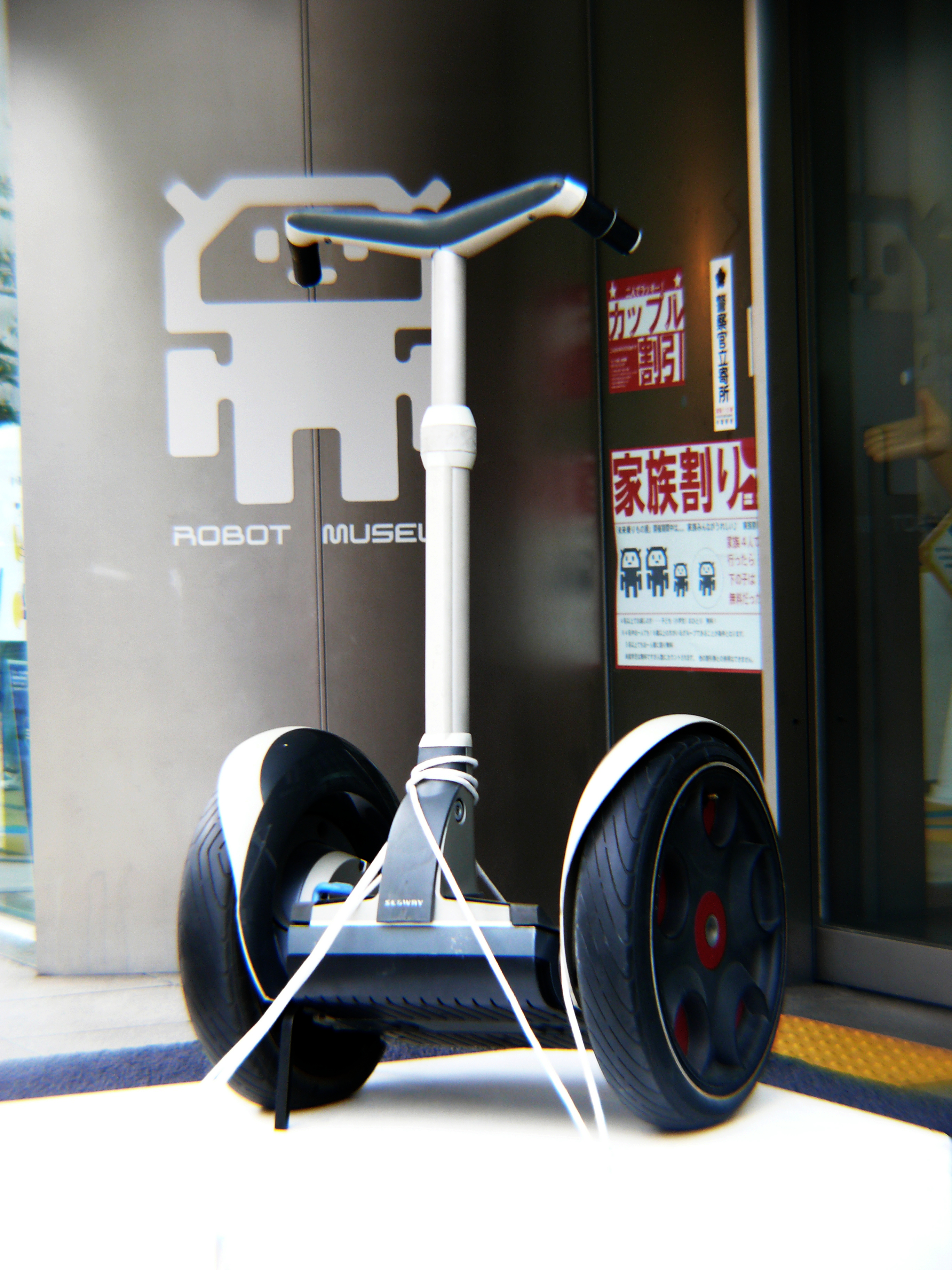
Segway ở viện bảo tàng robot Nagoya.

##### Robot có bánh xích

Robot quân sự TALON được sử dụng bởi Quân đội Hoa Kỳ

##### Bay

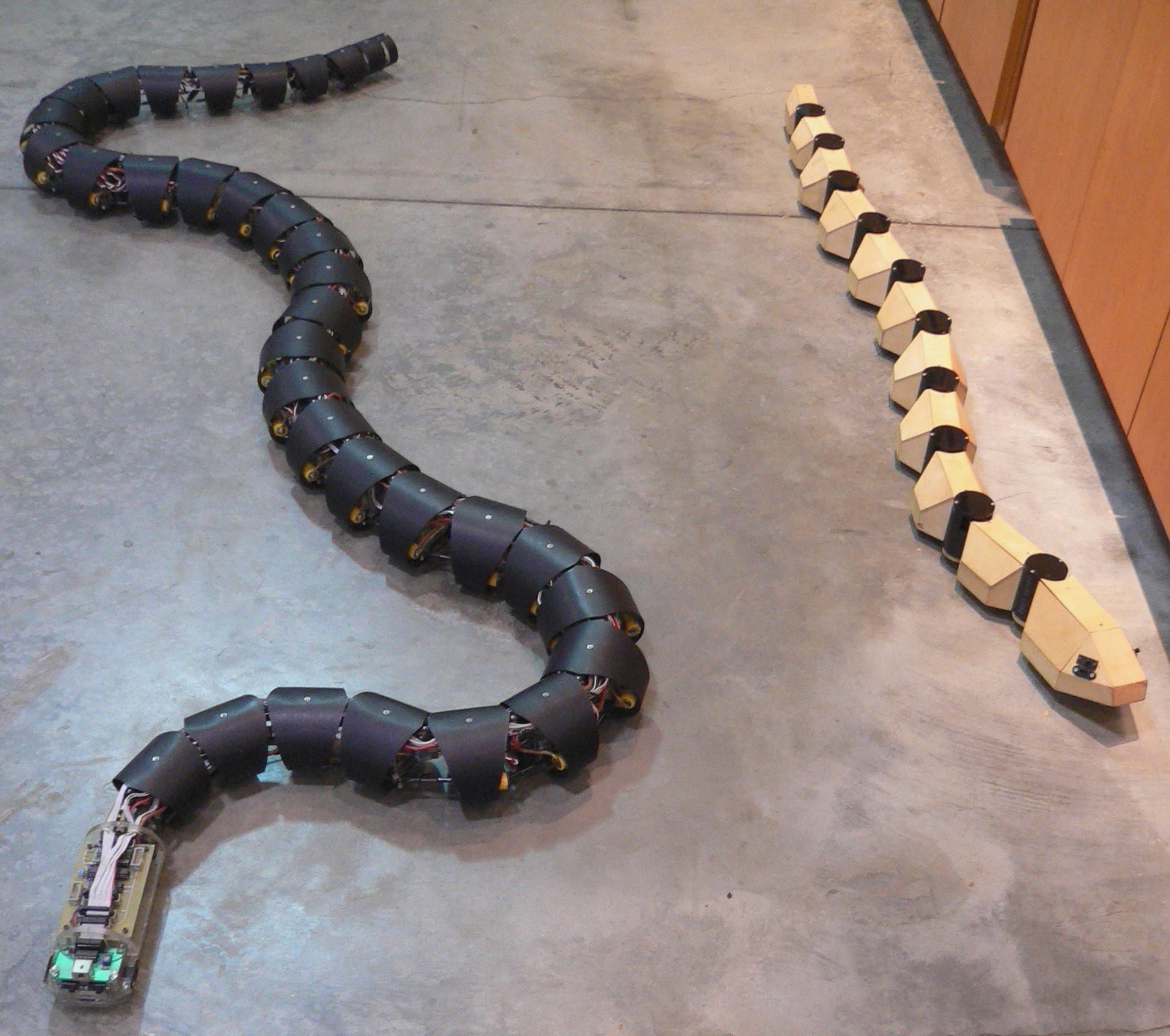
Two robot snakes. Left one has 64 motors (with 2 degrees of freedom per segment), the right one 10.

##### Trượt (patin)

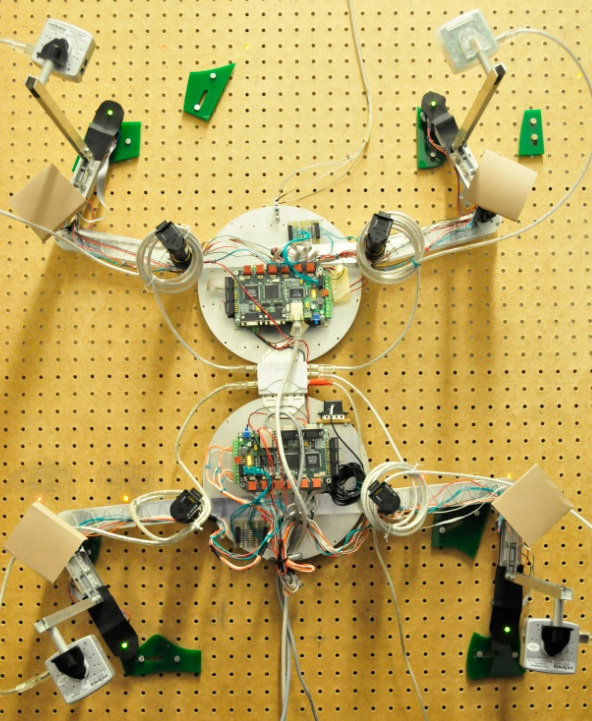
Capuchin Climbing Robot

##### Buồm

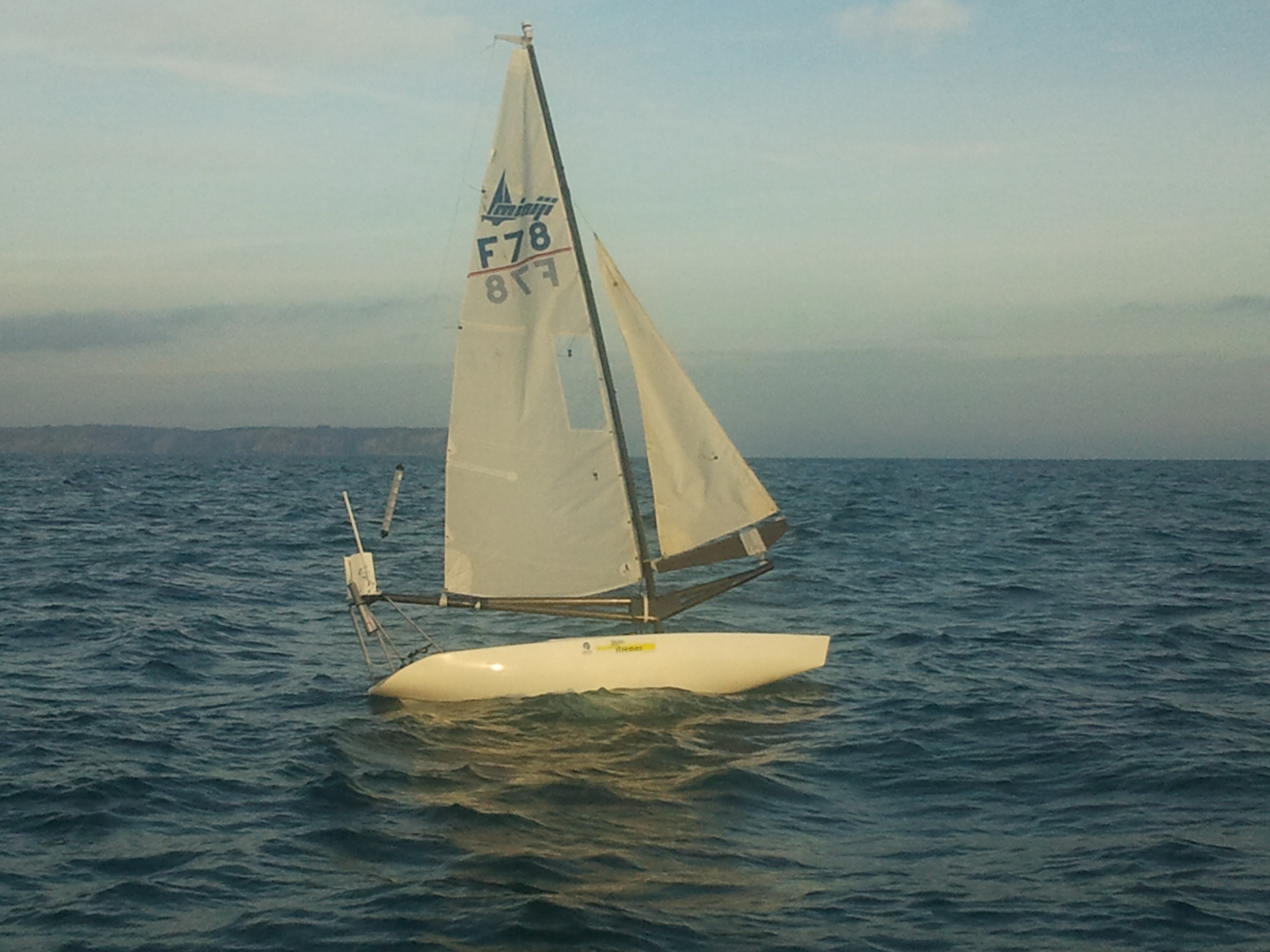
robot thuyền buồm Vaimos

### Tương tác và định hướng với môi trường

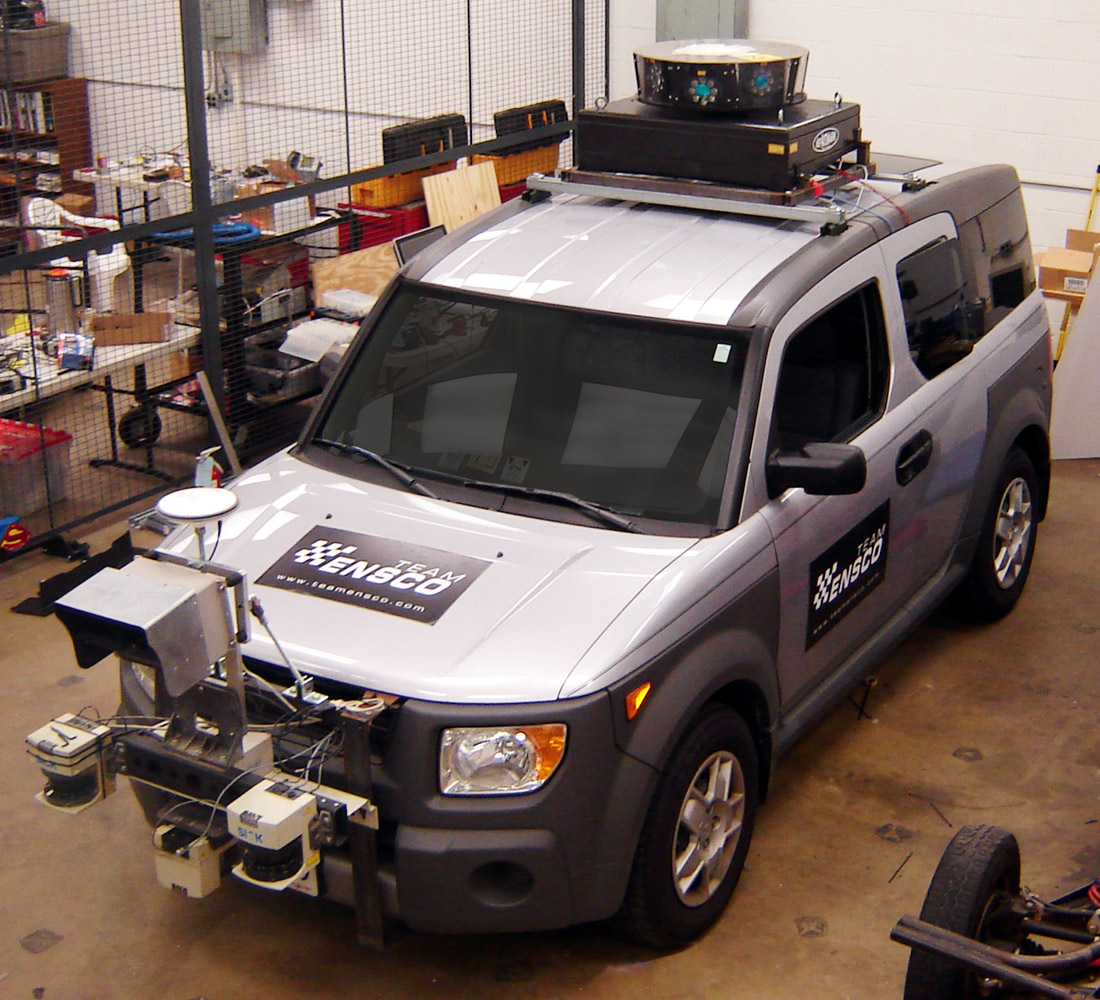
RADAR, GPS, LIDAR,... are all combined to provide proper navigation and obstacle avoidance (vehicle developed for 2007 DARPA Urban Challenge)

### Tương tác người - robot

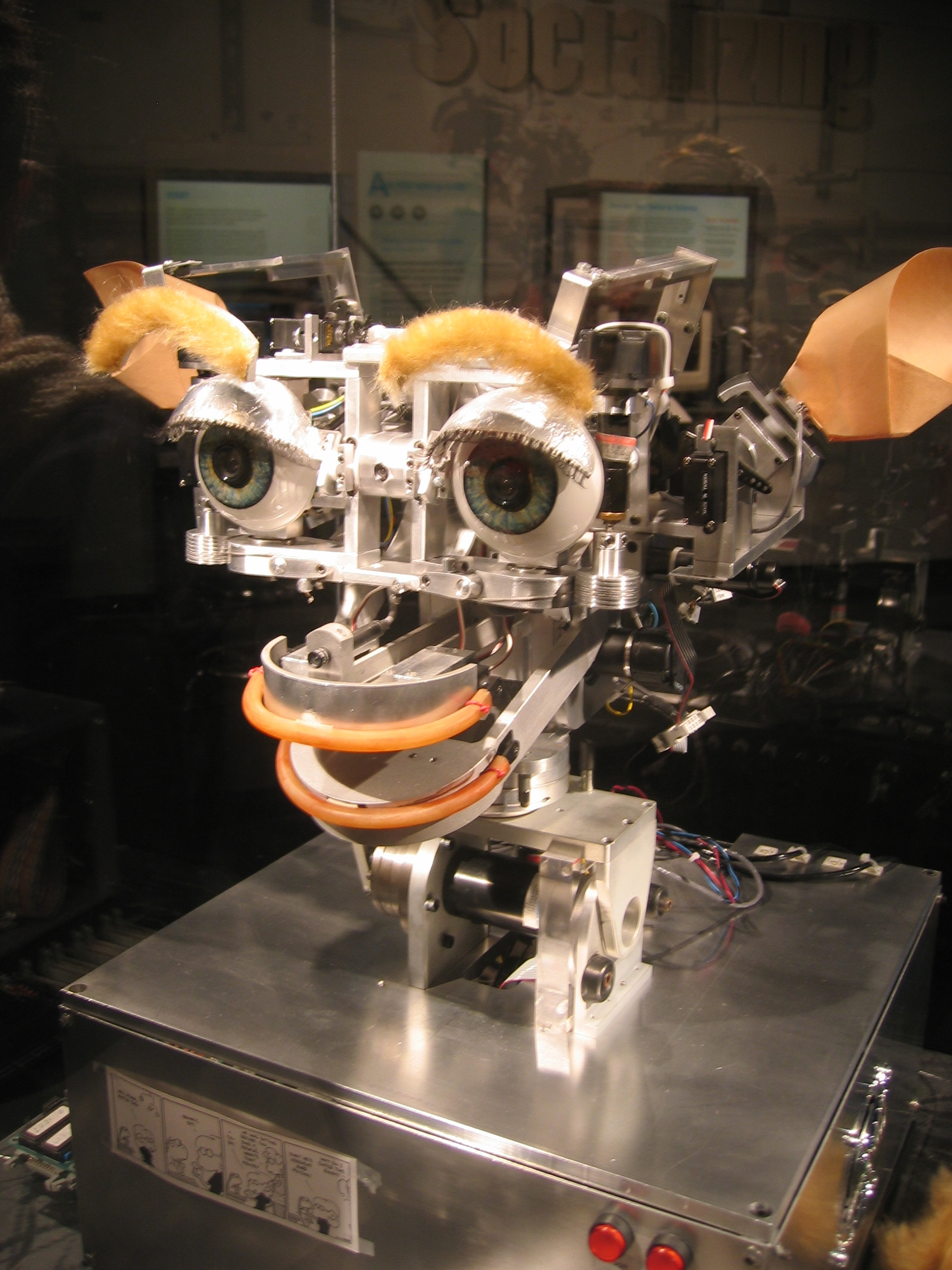
Kismet có thể biểu hiện nhiều nét mặt khác nhau